# Pacific Gas & Electric
I Pacific Gas & Electric sono stati un gruppo blues rock statunitense originario di Los Angeles e attivo tra gli anni sessanta e settanta.

## Storia del gruppo
La band nasce a Los Angeles nel 1967 su iniziativa del chitarrista Tom Marshall, del bassista Brent Block, del secondo chitarrista Glenn Schwartz (già membro dei James Gang) e il batterista Charlie Allen, anch'esso reduce da una precedente esperienza musicale con i Bluesberry Jam. Fu ben presto chiaro che le qualità canore di Allen erano le migliori del gruppo, e unanime fu la decisione che diventasse subito l'uomo di punta del gruppo; nello stesso periodo Frank Cook, appena uscito dai Canned Heat, entrò a far parte del gruppo alla batteria.  In origine conosciuti come Pacific Gas and Electric Blues Band, furono costretti ad abbreviare il loro nome alla firma con la Kent Records, sotto la quale uscì il loro primo album Get It On all'inizio del 1968.  L'insuccesso del disco d'esordio fu ben presto oscurato dalla firma con una nuova etichetta, dopo l'esibizione al Miami Pop Festival nel maggio 1968, che garantì al gruppo una visibilità tale da essere avvicinato nientemeno che dalla Columbia Records.
Il loro primo album per la Columbia, Pacific Gas and Electric, uscì nel 1969 ma il vero e proprio successo si ebbe con Are You Ready nel 1970.  La omonima traccia "Are you ready" riuscì nello stesso anno a raggiungere il quattordicesimo posto nella classifica Billboard Hot 100.
Dopo le registrazioni del primo album, Cook, rimasto ferito in un incidente automobilistico, fu rimpiazzato alla batteria da Ron Woods, pur continuando a ricoprire il suo ruolo di manager. Dopo poco dall'entrata nel gruppo di Ron Woods, Marshall e Schwartz abbandonarono il gruppo e furono sostituiti rispettivamente da Frank Petricca al basso e da Ken Utterback alla chitarra. Nel frattempo Brent passò alla chitarra ritmica, per poi abbandonare il gruppo nel 1970.  Fatto insolito per l'epoca, nel gruppo militavano sia musicisti bianchi che musicisti neri:  questo portò, durante il loro tour in North Carolina a frequenti risse e sparatorie tra il pubblico e i membri del gruppo.
Nel 1971 il gruppo cambiò il proprio nome in PG&E, dopo le ripetute pressioni da parte della omonima compagnia dalla quale sino ad allora avevano preso in prestito il loro nome.  Oltre che a rivoluzionare il proprio nome, in questi anni la band vide un radicale cambiamento nella propria formazione: Allen, Woods, Petricca e Utterback furono sostituiti da Jerry Aiello alle tastiere, Stanley Abernathy alla tromba, Alfred Galagos e Virgil Gonsalves al sassofono e Joe Lala alle percussioni.  Così (ri)formatosi, il gruppo registrò un nuovo album,  PG&E, e apparve, oltre che a fornire le canzoni per la colonna sonora, nel film di Otto Preminger Tell Me That You Love Me, Junie Moon che vedeva come protagonista Liza Minnelli. Nonostante il successo il gruppo cominciò a sfaldarsi.  Un ultimo album che uscì con il nome di  Pacific Gas & Electric Starring Charlie Allen fu registrato dal solo Allen con musicisti turnisti e distribuito sotto l'etichetta Dunhill nel 1973.

### Futuro dei membri della band
Negli ultimi anni di vita Tom Marshall vide un repentino deterioramento della salute e l'insorgere di numerosi problemi personali, che culminarono nel 1980 addirittura con la perdita della casa. Frank Petricca ha intrapreso la carriera di agente di borsa, mentre Charlie Allen è morto nel 1990 all'età di 48 anni.

## Discografia

### Album
- 1968 - Get It On (Bright Orange Records, 701) a nome Pacific Gas & Electric
- 1969 - Pacific Gas and Electric (Columbia Records, CS 9900) a nome Pacific Gas and Electric
- 1970 - Are You Ready? (Columbia Records, CS 1017) a nome Pacific Gas & Electric
- 1971 - PG&E (Columbia Records, C 30362) a nome PG&E
- 1972 - The Best of PG&E (Columbia Records, C 32019)
- 1974 - Pacific Gas & Electric Starring Charlie Allen (ABC Dunhill Records, DSX-50157) a nome Pacific Gas & Electric Starring Charlie Allen
- 2007 - Live 'N' Kicking at Lexington (Wounded Bird Records, WOU 6264) Live registrato nel 1970, a nome Pacific Gas & Electric

### Singoli
- 1969 - Wade in the Water/Live Love (Tower Records, 1701)
- 1969 - Redneck/Bluebuster (Columbia Records, 45009)
- 1970 - Are You Ready?/Staggolee (Columbia Records, 45158)
- 1970 - Elvira/Father Come on Home (Columbia Records, 45221)
- 1971 - The Time Has Come/Death Row No. 172 (Columbia Records, 45304)
- 1971 - One More River to Cross/Rocky Roller's Lament (Columbia Records, 45444)
- 1971 - Thank God for You Baby/See the Monkey Run (Columbia Records, 45519)
- 1971 - The Hunter/Long Handled Shovel (Kent Records, 4538)
- 1972 - Heat Wave/We Did What We Could (Columbia Records, 45621)